# Sagraea setulosa
Sagraea setulosa är en tvåhjärtbladig växtart som först beskrevs av Ignatz Urban, och fick sitt nu gällande namn av Brother Alain. Sagraea setulosa ingår i släktet Sagraea och familjen Melastomataceae. Inga underarter finns listade i Catalogue of Life.